# Xincab
Xincab är en ort i Azerbajdzjan.   Den ligger i distriktet Nachitjevan, i den sydvästra delen av landet, 400 km väster om huvudstaden Baku. Xincab ligger 1 145 meter över havet och antalet invånare är 604.
Terrängen runt Xincab är huvudsakligen kuperad, men söderut är den platt. Terrängen runt Xincab sluttar söderut. Närmaste större samhälle är Cahri, 13,2 km öster om Xincab. 
Trakten runt Xincab består i huvudsak av gräsmarker. Runt Xincab är det ganska glesbefolkat, med 48 invånare per kvadratkilometer.